# Matija Bravničar
Matija Bravnicar (født 24. februar 1897 i Tolmin, død 25. november 1977 i Ljubljana, Slovenien) var en slovensk komponist, professor, lærer og violinist.
Bravnicar studerede komposition og violin på Musikkonservatoriet i Ljubljana. Han hører til en af de første symfonikere i Slovenien. Han har skrevet 4 symfonier, orkesterværker, kammermusik, 2 operaer, mange symfoniske digtninge etc.
Bravnicar var violinist i Ljubljana Opera Orkester, og blev senere professor i Komposition på Musikkonservatoriet i Ljubljana.

## Udvalgte værker
- Symfoni nr. 1 - (1947) - for orkester
- Symfoni nr. 2 - (1951) - for orkester
- Symfoni nr. 3 "Sinfonia Sretta" (1958) - for strygere
- Symfoni nr. 4 "Simfonija Faronika" (1973) - for kor og orkester
- Violinkoncert - for violin og orkester - (1972)